# قوة جذب مركزي

قوة الجذب المركزي (أحمر)

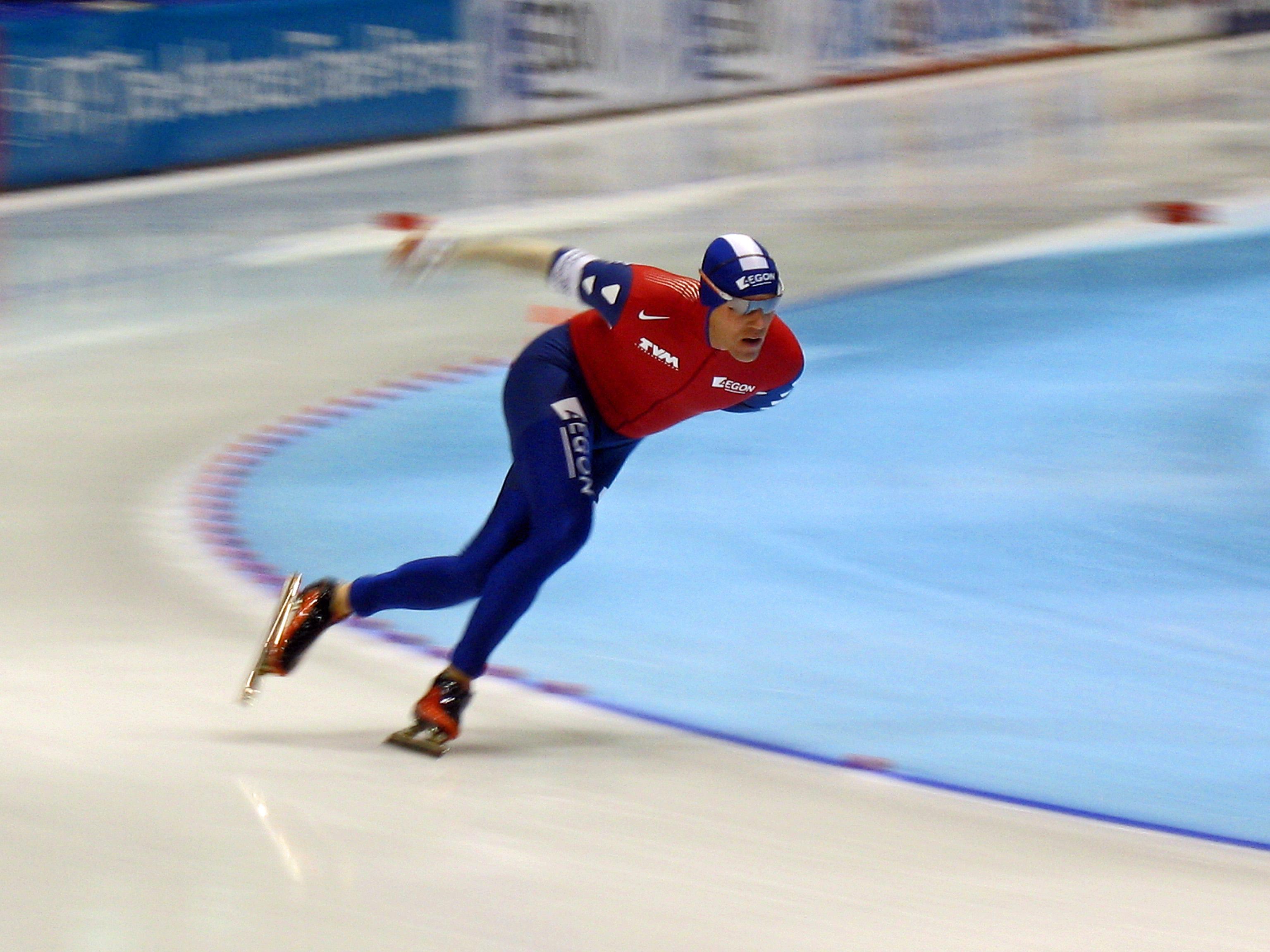
تنتقل قوة الجذب المركزي عبر حذاء الانزلاق

قوة الجذب المركزي أو القوة الجابذة (بالإنجليزية: Centripetal force)‏ هي القوة التي تجعل من الجسم يتبع مسارًا منحنيًا: وتكون دائمًا عمودية على سرعة الجسم وفي اتجاه مركز انحناء المسار، وتعد قوة الجاذبية بشكل عام، هي السبب في الحركة الدائرية. واشتق قانونه في عام 1659 من قبل العالم الفيزيائي كريستيان هوغنس.
قوة الجذب المركزي تكون في عكس اتجاه القوة المركزية الطاردة.

## الصيغة
مقدار قوة الجاذبية F على جسم يتحرك حركة دائرية تساوي كتلة هذا الجسم m مضروبةً في مربع سرعة دورانه v مقسومةً على نصف قطر الدائرة r هو:
{\displaystyle F=ma_{c}={\frac {mv^{2}}{r}}}
وتكتب أيضًا بصيغة أخرى يضاف إليها السرعة الزاوية w للجسم حول مركز الدائرة:
{\displaystyle F=mr\omega ^{2}\,}
وعند التعويض عن السرعة الزاوية بالعوامل المؤثرة فيها ينتج:
{\displaystyle F=mr{\frac {4\pi ^{2}}{T^{2}}}.}

## أسباب قوة الجذب المركزي
لكي يبقى القمر الصناعي في مدار الأرض، يتم تزويد قوة الجذب المركزي من قوة الجاذبية الأرضية.